# 수학기초론
수학기초론(Foundations of mathematics)은 수학의 분야들 중 수리논리학과 공리적 집합론, 모형 이론, 증명 이론 및 계산 가능성 이론 등을 가리키는 말이다. 수학의 기초를 찾는 것은 근본적인 의미에서 수학적 명제가 옳다고 말할 수 있는 근거가 무엇인지를 연구하는 것이며, 이는 수리철학의 중심 과제이다.

## 역사
수학은 고대부터 다른 학문에서의 엄밀함을 확인하는 도구가 되었는데, 19세기 중엽부터 수학 체계 자체내에서 더욱 엄밀한 논리체계가 요구되었고, 그 결과 리하르트 데데킨트의 실수론과 게오르크 칸토어의 집합론이 나왔다. 그러나 1901년 버트런드 러셀이 칸토어가 정의한 집합론에서 역설을 발견하였다. 이것을 계기로 수학자들은 수학의 논리체계를 반성하고 수학의 기초를 비판하였으며, 이로써 수학기초론이 생겨났다. 러셀이 제기한 역설을 해결하여 수학의 안정성을 보증하는 이론이 바로 수학기초론이라 할 수 있다.
수학기초론은 언어(유의미한 수학적 명제를 만들기 위해서 정확한 수학적 언어를 말해야 한다)를 형식화하고, 분석하는 방법, 공리(증명 없이 참임을 인정한 명제), 모든 수학 연구에서의 논리적인 방법 개발을 포함한다. 수학기초론의 기본 수학 개념으로는 수, 도형, 집합, 함수, 알고리즘, 공리, 정의, 정리가 있다.

## 같이 보기
- 수리논리학
- 집합론
- 체르멜로-프렝켈 집합론
- 공리
- 수리철학